# National Hockey League 1982/1983
National Hockey League 1982/1983 var den 66:e säsongen av NHL. 21 lag spelade 80 matcher i grundserien innan Stanley Cup drogs igång den 4 april 1983. Stanley Cup vanns av New York Islanders som tog sin fjärde titel, efter finalseger mot Edmonton Oilers med 4-0 i matcher.
Boston Bruins vann grundserien på 110 poäng, före Philadelphia Flyers och Edmonton Oilers som båda fick 106 poäng.
New Jersey Devils gjorde sin första säsong efter flytten från Colorado och Colorado Rockies.
Poängligan vanns av Wayne Gretzky, Edmonton Oilers, på 196 poäng (71 mål plus 125 assist). Det anmärkningsvärda är att Gretzky hade fler assist under grundserien än vad tvåan i poängligan fick ihop totalt i poängväg.
Några välkända debutanter denna säsong:
- Dave Andreychuk, Buffalo Sabres
- Phil Housley, Buffalo Sabres
- Mike Vernon, Calgary Flames
- Mats Näslund, Montreal Canadiens
- Patrik Sundström, Vancouver Canucks
- Scott Stevens, Washington Capitals

Svenske Ulf Nilsson spelade sin sista NHL-säsong under vilken han representerade New York Rangers.

## Grundserien 1982/1983
Not: SM = Spelade matcher, V = Vunna, O = Oavgjorda, F = Förlorade, GM = Gjorda mål, IM = Insläppta mål, Pts = Poäng, MSK = Målskillnad
- Lag i GRÖN färg till slutspel.
- Lag i RÖD färg har spelat klart för säsongen.

### Prince of Wales Conference
| Adams Division     | SM | V  | O  | F  | GM  | IM  | Pts | MSK  |
| ------------------ | -- | -- | -- | -- | --- | --- | --- | ---- |
| Boston Bruins      | 80 | 50 | 10 | 20 | 327 | 228 | 110 | +99  |
| Montreal Canadiens | 80 | 42 | 14 | 24 | 350 | 286 | 98  | +64  |
| Buffalo Sabres     | 80 | 38 | 13 | 29 | 318 | 285 | 89  | +33  |
| Quebec Nordiques   | 80 | 34 | 12 | 34 | 343 | 336 | 80  | +7   |
| Hartford Whalers   | 80 | 19 | 7  | 54 | 261 | 403 | 45  | -142 |

| Patrick Division    | SM | V  | O  | F  | GM  | IM  | Pts | MSK  |
| ------------------- | -- | -- | -- | -- | --- | --- | --- | ---- |
| Philadelphia Flyers | 80 | 49 | 8  | 23 | 326 | 240 | 106 | +86  |
| New York Islanders  | 80 | 42 | 12 | 26 | 302 | 226 | 96  | +76  |
| Washington Capitals | 80 | 39 | 16 | 25 | 306 | 283 | 94  | +23  |
| New York Rangers    | 80 | 35 | 10 | 35 | 306 | 287 | 80  | +19  |
| New Jersey Devils   | 80 | 17 | 14 | 49 | 230 | 338 | 48  | -108 |
| Pittsburgh Penguins | 80 | 18 | 9  | 53 | 257 | 394 | 45  | -137 |

### Clarence Campbell Conference
| Norris Division       | SM | V  | O  | F  | GM  | IM  | Pts | MSK |
| --------------------- | -- | -- | -- | -- | --- | --- | --- | --- |
| Chicago Black Hawks   | 80 | 47 | 10 | 23 | 338 | 268 | 104 | +70 |
| Minnesota North Stars | 80 | 40 | 16 | 24 | 321 | 290 | 96  | +31 |
| Toronto Maple Leafs   | 80 | 28 | 12 | 40 | 293 | 330 | 68  | -37 |
| St. Louis Blues       | 80 | 25 | 15 | 40 | 285 | 316 | 65  | -31 |
| Detroit Red Wings     | 80 | 21 | 15 | 44 | 263 | 344 | 57  | -81 |

| Smythe Division   | SM | V  | O  | F  | GM  | IM  | Pts | MSK  |
| ----------------- | -- | -- | -- | -- | --- | --- | --- | ---- |
| Edmonton Oilers   | 80 | 47 | 12 | 21 | 424 | 315 | 106 | +109 |
| Calgary Flames    | 80 | 32 | 14 | 34 | 321 | 317 | 78  | +4   |
| Vancouver Canucks | 80 | 30 | 15 | 35 | 303 | 309 | 75  | -6   |
| Winnipeg Jets     | 80 | 33 | 8  | 39 | 311 | 333 | 74  | -22  |
| Los Angeles Kings | 80 | 27 | 12 | 41 | 308 | 365 | 66  | -57  |

## Poängligan grundserien 1982/83
Not: SM = Spelade matcher, M = Mål, A = Assist, Pts = Poäng
| Spelare        | Lag                 | SM | M  | A   | Pts |
| -------------- | ------------------- | -- | -- | --- | --- |
| Wayne Gretzky  | Edmonton Oilers     | 80 | 71 | 125 | 196 |
| Peter Šťastný  | Quebec Nordiques    | 75 | 47 | 77  | 124 |
| Denis Savard   | Chicago Black Hawks | 78 | 35 | 86  | 121 |
| Mike Bossy     | New York Islanders  | 79 | 60 | 58  | 118 |
| Marcel Dionne  | Los Angeles Kings   | 80 | 56 | 51  | 107 |
| Barry Pederson | Boston Bruins       | 77 | 46 | 61  | 107 |
| Mark Messier   | Edmonton Oilers     | 77 | 48 | 58  | 106 |
| Michel Goulet  | Quebec Nordiques    | 80 | 57 | 48  | 105 |
| Jari Kurri     | Edmonton Oilers     | 80 | 45 | 59  | 104 |
| Glenn Anderson | Edmonton Oilers     | 72 | 48 | 56  | 104 |
| Kent Nilsson   | Calgary Flames      | 80 | 46 | 58  | 104 |

## Slutspelet
16 lag gör upp om Stanley Cup. Åttondelsfinalerna avgjordes i bäst av fem matcher, från kvartsfinalerna avgjordes det i bäst av sju matcher.
|  | Åttondelsfinaler      | Åttondelsfinaler      |                     |   | Kvartsfinaler | Kvartsfinaler |  |  | Semifinaler | Semifinaler |  |  | Final | Final |
|  |                       |                       |                     |   |               |               |  |  |             |             |  |  |       |       |
|  |                       |                       |                     |   |               |               |  |  |             |             |  |  |       |       |
|  |                       |                       |                     |   |               |               |  |  |             |             |  |  |       |       |
|  | Boston Bruins         | 3                     |                     |   |               |               |  |  |             |             |  |  |       |       |
|  | Boston Bruins         | 3                     |                     |   |               |               |  |  |             |             |  |  |       |       |
|  | Quebec Nordiques      | 1                     |                     |   |               |               |  |  |             |             |  |  |       |       |
|  | Quebec Nordiques      | 1                     | Boston Bruins       | 4 |               |               |  |  |             |             |  |  |       |       |
|  |                       |                       | Boston Bruins       | 4 |               |               |  |  |             |             |  |  |       |       |
|  |                       | Buffalo Sabres        | 3                   |   |               |               |  |  |             |             |  |  |       |       |
|  | Montreal Canadiens    | Buffalo Sabres        | 3                   | 0 |               |               |  |  |             |             |  |  |       |       |
|  | Montreal Canadiens    |                       |                     | 0 |               |               |  |  |             |             |  |  |       |       |
|  | Buffalo Sabres        | 3                     |                     |   |               |               |  |  |             |             |  |  |       |       |
|  | Buffalo Sabres        | 3                     | Boston Bruins       | 2 |               |               |  |  |             |             |  |  |       |       |
|  |                       |                       | Boston Bruins       | 2 |               |               |  |  |             |             |  |  |       |       |
|  |                       | New York Islanders    | 4                   |   |               |               |  |  |             |             |  |  |       |       |
|  | Philadelphia Flyers   | New York Islanders    | 4                   | 0 |               |               |  |  |             |             |  |  |       |       |
|  | Philadelphia Flyers   |                       |                     | 0 |               |               |  |  |             |             |  |  |       |       |
|  | New York Rangers      | 3                     |                     |   |               |               |  |  |             |             |  |  |       |       |
|  | New York Rangers      | 3                     | New York Rangers    | 2 |               |               |  |  |             |             |  |  |       |       |
|  |                       |                       | New York Rangers    | 2 |               |               |  |  |             |             |  |  |       |       |
|  |                       | New York Islanders    | 4                   |   |               |               |  |  |             |             |  |  |       |       |
|  | New York Islanders    | New York Islanders    | 4                   | 3 |               |               |  |  |             |             |  |  |       |       |
|  | New York Islanders    |                       |                     | 3 |               |               |  |  |             |             |  |  |       |       |
|  | Washington Capitals   | 1                     |                     |   |               |               |  |  |             |             |  |  |       |       |
|  | Washington Capitals   | 1                     | New York Islanders  | 4 |               |               |  |  |             |             |  |  |       |       |
|  |                       |                       | New York Islanders  | 4 |               |               |  |  |             |             |  |  |       |       |
|  |                       | Edmonton Oilers       | 0                   |   |               |               |  |  |             |             |  |  |       |       |
|  | Chicago Black Hawks   | Edmonton Oilers       | 0                   | 3 |               |               |  |  |             |             |  |  |       |       |
|  | Chicago Black Hawks   |                       |                     | 3 |               |               |  |  |             |             |  |  |       |       |
|  | St. Louis Blues       | 1                     |                     |   |               |               |  |  |             |             |  |  |       |       |
|  | St. Louis Blues       | 1                     | Chicago Black Hawks | 4 |               |               |  |  |             |             |  |  |       |       |
|  |                       |                       | Chicago Black Hawks | 4 |               |               |  |  |             |             |  |  |       |       |
|  |                       | Minnesota North Stars | 1                   |   |               |               |  |  |             |             |  |  |       |       |
|  | Minnesota North Stars | Minnesota North Stars | 1                   | 3 |               |               |  |  |             |             |  |  |       |       |
|  | Minnesota North Stars |                       |                     | 3 |               |               |  |  |             |             |  |  |       |       |
|  | Toronto Maple Leafs   | 1                     |                     |   |               |               |  |  |             |             |  |  |       |       |
|  | Toronto Maple Leafs   | 1                     | Chicago Black Hawks | 0 |               |               |  |  |             |             |  |  |       |       |
|  |                       |                       | Chicago Black Hawks | 0 |               |               |  |  |             |             |  |  |       |       |
|  |                       | Edmonton Oilers       | 4                   |   |               |               |  |  |             |             |  |  |       |       |
|  | Edmonton Oilers       | Edmonton Oilers       | 4                   | 3 |               |               |  |  |             |             |  |  |       |       |
|  | Edmonton Oilers       |                       |                     | 3 |               |               |  |  |             |             |  |  |       |       |
|  | Winnipeg Jets         | 0                     |                     |   |               |               |  |  |             |             |  |  |       |       |
|  | Winnipeg Jets         | 0                     | Edmonton Oilers     | 4 |               |               |  |  |             |             |  |  |       |       |
|  |                       |                       | Edmonton Oilers     | 4 |               |               |  |  |             |             |  |  |       |       |
|  |                       | Calgary Flames        | 1                   |   |               |               |  |  |             |             |  |  |       |       |
|  | Calgary Flames        | Calgary Flames        | 1                   | 3 |               |               |  |  |             |             |  |  |       |       |
|  | Calgary Flames        |                       |                     | 3 |               |               |  |  |             |             |  |  |       |       |
|  | Vancouver Canucks     | 1                     |                     |   |               |               |  |  |             |             |  |  |       |       |
|  | Vancouver Canucks     | 1                     |                     |   |               |               |  |  |             |             |  |  |       |       |

## Stanley Cup-final
New York Islanders vs. New York Islanders
New York Islanders vann serien med 4-0 i matcher

## NHL awards
| 1982–83 NHL awards              | 1982–83 NHL awards                                |
| ------------------------------- | ------------------------------------------------- |
| Prince of Wales Trophy:         | New York Islanders                                |
| Clarence S. Campbell Bowl:      | Edmonton Oilers                                   |
| Art Ross Memorial Trophy:       | Wayne Gretzky, Edmonton Oilers                    |
| Bill Masterton Memorial Trophy: | Lanny McDonald, Calgary Flames                    |
| Calder Memorial Trophy:         | Steve Larmer, Chicago Black Hawks                 |
| Conn Smythe Trophy:             | Billy Smith, New York Islanders                   |
| Frank J. Selke Trophy:          | Bobby Clarke, Philadelphia Flyers                 |
| Hart Memorial Trophy:           | Wayne Gretzky, Edmonton Oilers                    |
| Jack Adams Award:               | Orval Tessier, Chicago Black Hawks                |
| James Norris Memorial Trophy:   | Rod Langway, Washington Capitals                  |
| Lady Byng Memorial Trophy:      | Mike Bossy, New York Islanders                    |
| Lester B. Pearson Award:        | Wayne Gretzky, Edmonton Oilers                    |
| NHL Plus/Minus Award:           | Charlie Huddy, Edmonton Oilers                    |
| William M. Jennings Trophy:     | Roland Melanson & Billy Smith, New York Islanders |
| Vezina Trophy:                  | Pete Peeters, Boston Bruins                       |
| Lester Patrick Trophy:          | Bill Torrey                                       |

## All-Star
| Första laget                     | Position | Andra laget                         |
| -------------------------------- | -------- | ----------------------------------- |
| Pete Peeters, Boston Bruins      | M        | Roland Melanson, New York Islanders |
| Mark Howe, Philadelphia Flyers   | B        | Ray Bourque, Boston Bruins          |
| Rod Langway, Washington Capitals | B        | Paul Coffey, Edmonton Oilers        |
| Wayne Gretzky, Edmonton Oilers   | C        | Denis Savard, Chicago Black Hawks   |
| Mike Bossy, New York Islanders   | HF       | Lanny McDonald, Calgary Flames      |
| Mark Messier, Edmonton Oilers    | VF       | Michel Goulet, Quebec Nordiques     |